# 32019 Krithikaiyer
32019 Krithikaiyer è un asteroide della fascia principale. Scoperto nel 2000, presenta un'orbita caratterizzata da un semiasse maggiore pari a 2,5550021 UA e da un'eccentricità di 0,0896251, inclinata di 2,03610° rispetto all'eclittica.